# Zomnogo
Pour les articles homonymes, voir Zomnogo (homonymie).
Zomnogo est une commune rurale située dans le département de Salogo de la province du Ganzourgou dans la région Plateau-Central au Burkina Faso.

## Santé et éducation
Le centre de soins le plus proche de Zomnogo est le centre de santé et de promotion sociale (CSPS) de Salogo tandis que le centre médical avec antenne chirurgicale (CMA) se trouve à Zorgho.